# Neal Cassady
Neal Cassady (Salt Lake City, 8 februari 1926 – San Miguel de Allende, 4 februari 1968) was een Amerikaans schrijver die door zijn manier van leven en vroege dood een heel klein – en onaf – oeuvre heeft nagelaten. Hij speelde echter een centrale rol in de Amerikaanse Beat Generation en was een inspirator voor vrienden als Jack Kerouac en Allen Ginsberg.

## Levensloop
Toen hij zes jaar oud was scheidden Cassady's ouders en werd hij verder opgevoed door zijn vader, die werkloos was en alcoholist. Cassady had een roerige jeugd en ontwikkelde zich tot expert in het stelen van auto's. Een groot gedeelte van zijn jeugd bracht hij door in jeugdinrichtingen. 
In 1946 ontmoette hij Jack Kerouac en Allen Ginsberg in New York. Met de eerste maakte hij de jaren daarop vele en lange autoritten door de Verenigde Staten en Mexico. Een neerslag van die reizen bevindt zich in de roman On the Road van Kerouac. Cassady figureert hier als Dean Moriarty, terwijl Kerouac zelf Sal Paradise is. Cassady's echtgenote LuAnne krijgt de naam MaryLou. Ook in de romans Dharma Bums, Visions of Cody, Big Sur en Desolation Angels treedt Cassady op. 
Ook in de relationele sfeer was Cassady's leven onconventioneel. Hij was nog getrouwd met LuAnne toen hij een diepgaande relatie kreeg met Carolyn Robinson (Camille in On The Road). Later kwam daar een relatie met Ginsberg bij. In 1948 trouwden Cassady en Carolyn en Cassady werd remmer bij de spoorwegmaatschappij Southern Pacific. Het paar kreeg drie kinderen, maar Cassady bleef opmerkelijk wispelturig in zijn persoonlijke leven. In de jaren 50 ontmoette hij Diane Hanson. Zij raakte zwanger en eiste dat Cassady met haar zou trouwen. Dat deed hij, hoewel nog steeds met Carolyn getrouwd. Ofschoon hij vrij snel weer terugkeerde bij zijn tweede vrouw – haar smekend hem terug te nemen – scheidden Carolyn en hij toch.
In het begin van de jaren 60 was Cassady onderdeel van een historische bustocht naar New York. Samen met Ken Kesey en de Merry Pranksters trok een opmerkelijke groep 'alternatieven' van de westkust van Amerika naar het oosten, rijdend in een fel gekleurde bus, volgestouwd met muziekapparatuur. Cassady zat achter het stuur van de oude schoolbus die symbool kwam te staan voor de nieuwe alternatieve jeugdcultuur in de Verenigde Staten. Tom Wolfe legde de trip vast in de roman The Electric Kool-Aid Acid Test. Magic Trip is een documentaire over deze reis, gebaseerd op de filmopnamen die de deelnemers destijds zelf maakten.
In 1968 werd Cassady's lichaam gevonden langs een spoorbaan in Mexico. Hij was in coma en slechts gekleed in T-shirt en spijkerbroek, hoewel het weer koud en nat was. Blijkbaar had hij na een avond van drugs- en alcoholgebruik besloten naar de volgende stad te lopen. Hij overleed later die dag in San Miguel de Allende.